# Marco Spitzky
Marco Spitzky (* 31. Dezember 1992 in Hamburg) ist ein deutscher Poolbillardspieler. Er wurde 2013 Deutscher Meister in der Disziplin 9-Ball.

## Karriere
Marco Spitzky begann im Jahr 2007 beim BC Queue Hamburg mit dem Billardspielen. Nur vier Jahre später gelang es ihm bei der deutschen Meisterschaft erstmals unter die 16 besten Spieler zu gelangen; er wurde Neunter im 9-Ball. 2013 wurde er durch einen 9:8-Sieg gegen Titelverteidiger Nicolas Ottermann Deutscher 9-Ball-Meister. Im Januar 2016 erreichte er beim Finalturnier der German Tour 2015 das Viertelfinale und verlor dort gegen Can Salim-Giasar. Bei den Dutch Open 2016 zog er erstmals in die Finalrunde eines Euro-Tour-Turniers ein und schied in der Runde der letzten 32 gegen den damaligen 9-Ball-Europameister Francisco Sánchez aus.
Am Ende der Saison 2011/12, in der er erstmals in der 2. Bundesliga eingesetzt wurde, wechselte Spitzky zum Aufsteiger PBC The Gamblers, mit dem er zwei Jahre in der zweiten Liga spielte. Anschließend kehrte er zum BC Queue zurück und stieg mit diesem 2015 in die 1. Bundesliga auf. In der Saison 2015/16 wurde er mit den Hamburgern in der ersten Liga Sechster und erreichte dabei den zweiten Platz in der Einzelwertung.

## Erfolge
- Deutscher 9-Ball-Meister: 2013